# Colcapirhua
Colcapirhua ist eine Mittelstadt im Departamento Cochabamba im südamerikanischen Anden-Staat Bolivien.

## Lage im Nahraum
Colcapirhua ist zentraler Ort des Municipios Colcapirhua in der Provinz Quillacollo auf der 300 km² großen, fruchtbaren und dicht besiedelten Hochebene von Cochabamba. Die Ortschaft liegt auf einer Höhe von 2565 m am rechten Ufer des Río Rocha. Die Stadt ist regelmäßig von Hochwasser betroffen.

## Geographie
Das Klima in der Hochebene von Cochabamba ist ein subtropisches Höhenklima, das im Jahresverlauf mehr durch Niederschlagsschwankungen als durch Temperaturunterschiede geprägt ist.
Der Jahresniederschlag liegt bei 500 mm (siehe Klimadiagramm Cochabamba) und weist eine deutliche Trockenzeit von April bis Oktober auf. Die Jahresdurchschnittstemperatur liegt bei 18 °C, die Monatsdurchschnittswerte schwanken zwischen 15 und 20 °C, die Tageshöchstwerte erreichen zu allen Jahreszeiten 25 bis 30 °C.

## Verkehrsnetz
Colcapirhua liegt in einer Entfernung von zehn Straßenkilometern westlich von Cochabamba, der Hauptstadt des Departamentos.
Durch Colcapirhua führt die 1657 Kilometer lange Nationalstraße Ruta 4, die in West-Ost-Richtung das ganze Land durchquert. Von der chilenischen Grenze kommend durchquert sie den Altiplano, führt über Colcapirhua und Cochabamba bis ins Tiefland, wo sie die Millionenstadt Santa Cruz passiert und bis zur brasilianischen Grenze führt. Acht Kilometer westlich von Colcapirhua an der Ruta 4 liegt die Stadt Quillacollo.

## Bevölkerung
Die Einwohnerzahl von Colcapirhua ist in den vergangenen beiden Jahrzehnten auf mehr als das Doppelte angestiegen:
| Jahr | Einwohner | Quelle       |
| ---- | --------- | ------------ |
| 1992 | 19.547    | Volkszählung |
| 2001 | 41.637    | Volkszählung |
| 2012 | 51.896    | Volkszählung |